# Oswald Myconius

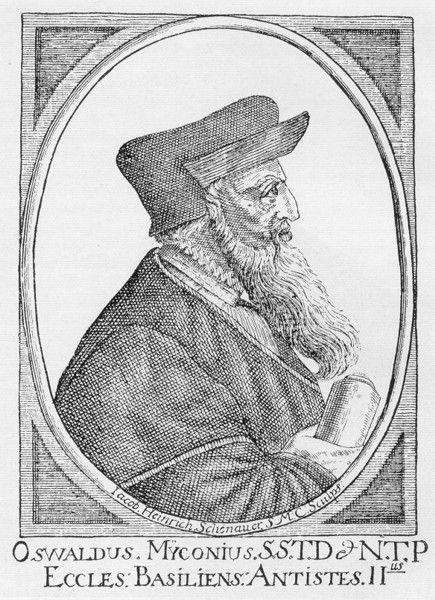
Oswald Myconius.

Oswald Myconius, född 1488, död 14 oktober 1552, var en schweizisk teolog.
Myconius medverkade vid författandet av den reformerta bekännelseskriften Confessio helvetica prior 1536 och skrev som Zwinglis vän den första biografin över denne 1532.